# Florin (britische Münze)

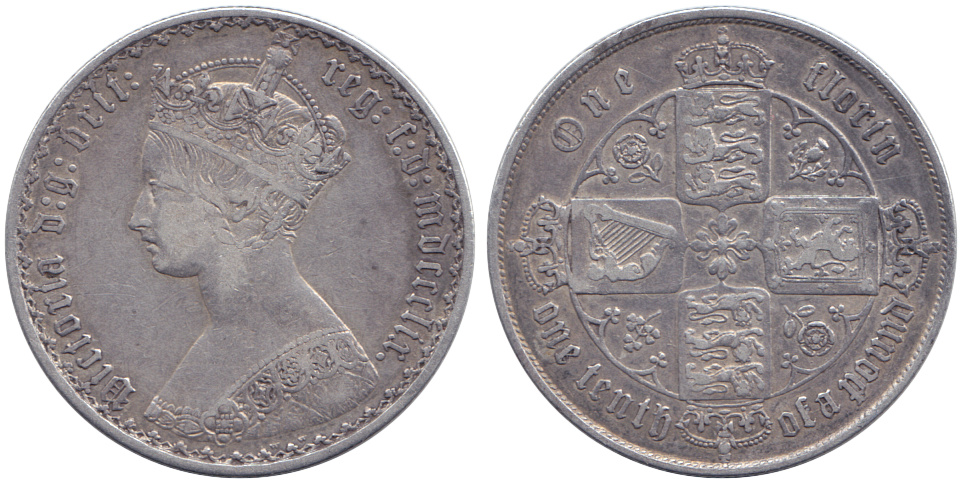
Gothic Florin von 1859 aus Silber mit Königin Victoria.

Der Florin war eine britische Münze im Wert von zwei Shillings, volkstümlich wurde er Two-bob-piece genannt. Er ist nicht zu verwechseln mit der gleichnamigen mittelalterlichen Münze, welche in England den Wert von sechs Shillings hatte. Von dieser, ursprünglich aus Florenz stammenden Münze, leitet sich aber der Name her. Er entspricht der deutschsprachigen Währungsbezeichnung Gulden.

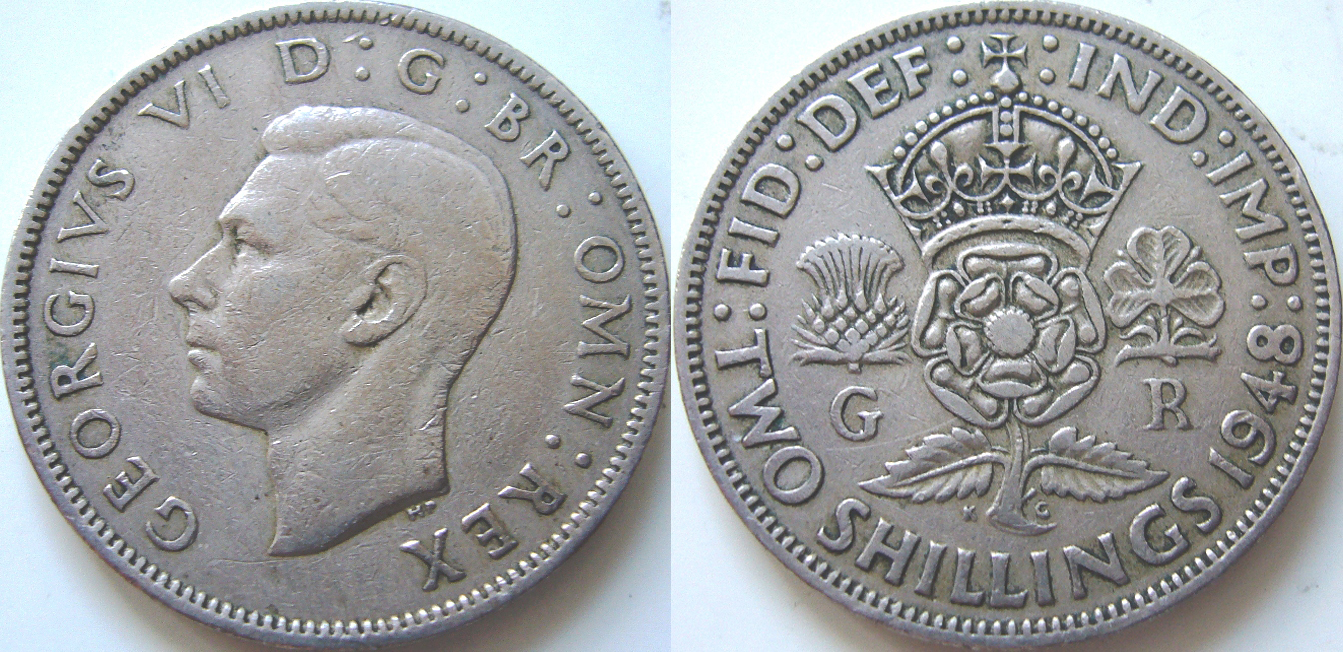
Florin von 1948 aus Kupfernickel mit König George VI.

Die ersten Silber-Florins wurden 1849 mit einem Durchmesser von 28 mm und einem Gewicht von 11,3 g geprägt. In ihrer Umschrift fehlten sowohl das auf britischen Münzen übliche D.G. für dei gratia (von Gottes Gnaden) als auch das F.D. für fidei defensor  bzw. fidei defensatrix (Verteidiger bzw. Verteidigerin  des Glaubens). Deshalb ist diese Münze auch als Godless Florin  (gottloser Florin) bekannt; weniger oft wurde sie auch als Graceless Florin bezeichnet. Sie war aufgrund der ungewöhnlichen Gestaltung unpopulär und wurde deshalb 1851 durch den Gothic Florin abgelöst, auf dem wieder auf das Gottesgnadentum hingewiesen wurde. Ungewöhnlicherweise wurde bei diesem für die Umschrift eine Gitterschrift verwendet und das Jahr als römische Zahl angezeigt; zudem wurde der Durchmesser auf 30 mm erhöht. Ab 1887 wurden wieder lateinische Schrift und arabische Jahreszahlen  verwendet.
Die Vorderseite der Münze zeigte den jeweils regierenden Souverän, die Rückseite die bekrönten Wappen von England, Schottland, Wales und Irland, die durch die gekreuzten Zepter getrennt wurden, später nur noch eine von einer Distel und einem Kleeblatt flankierte, bekrönte Rose.
Das Gewicht der Silbermünze betrug 11,3104 Gramm rau bzw. 10,462 g Gramm fein bei einem Feingehalt von ursprünglich 925/1000, ab 1920 nur noch 500/1000. 1947 wurde die Silbermünze durch eine Kupfernickelmünze gleicher Größe ersetzt. Während das Wort „Florin“ auf der Münze nicht mehr erschien, blieb es in der Umgangssprache noch erhalten. Ausdrücklich Florins hat unter den vormals britischen Kolonien z. B. 1964 noch Malawi geschlagen.
Zweck dieses Münznominals, welches einem Zehntel eines Pound entsprach, war die „sanfte“ Einführung des Dezimalsystems. Es dauerte allerdings über 100 Jahre, bis 1971, bis dieses tatsächlich verwirklicht wurde. Nach der Umstellung entsprach der Florin 10 neuen Pence. Die neuen 10-Pence-Stücke behielten bis 1991 die Größe der Florin-Münze. Erst 1993 wurden die Florin-Münzen offiziell außer Kurs gesetzt.

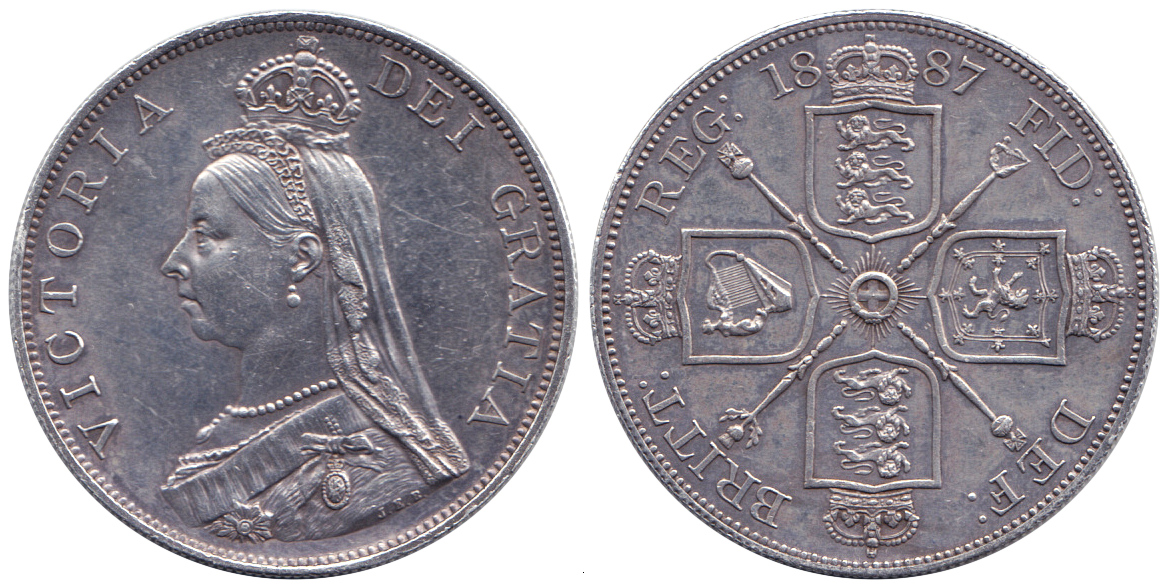
Doppel-Florin von 1887 aus Silber mit Königin Victoria.

Der Doppel-Florin war eine Silbermünze mit einem Gewicht von 22,62 g, die 1887 erstmals ausgegeben wurde. Das sollte die „sanfte“ Einführung des Dezimalsystems unterstützen, fand jedoch keinen Anklang. Der fehlende Aufdruck des Münzwertes und die große Ähnlichkeit mit der seit langem etablierten Crown-Münze, die jedoch einen Shilling mehr an Wert darstellte, trug dem Doppel-Florin der Legende nach den Spitznamen Barmaid’s grief (engl., deutsch etwa: Kellnerinnen-Kummer) ein, weil die Unterscheidung beider Münzen bei schlechten Lichtverhältnissen, etwa in Gasthäusern, schwerfiel. Die Doppel-Florin-Münzen wurden um 1890 wieder eingezogen.